# Gavril Balint
Gavril Pelé Balint (nacido 3 de enero de 1963) en Sângeorz-Băi, es un futbolista rumano retirado, que consiguió una copa de Europa con el Steaua de Bucarest, y se dio a conocer en España jugando con el Real Burgos, convirtiéndose en un símbolo de este equipo.

## Trayectoria
Hizo su debut en Primera División con el Steaua de Bucarest en 1981. Jugó nueve temporadas en el Steaua con el que ganó el título de liga en los años 1985, 1986, 1987, 1988 y 1989 y los títulos de copa en los años 1985, 1987, 1988 y 1989. Además ganó la Copa de Europa en la temporada 1985-86 y la Supercopa de Europa en la siguiente temporada. En la temporada 1989-1990 Balint fue el máximo goleador con 19 tantos. 
En el año 1990 el Real Burgos lo fichó pagando 800.000$ al Steaua, en Burgos lo apodaron como "Vampiro Balint" donde demostró sus dotes de goleador y gran fútbol. Se retiró en 1993 por problemas con las lesiones.

## Selección nacional
Balint jugó 34 partidos con la selección rumana, marcando 14 goles, y jugando en el Mundial de Italia de 1990, donde disputó 4 partidos; dos encuentros desde el banco y dos de titular, anotando 2 goles ante Camerún y Argentina. Consiguió además la medalla de bronce en el Mundial juvenil de 1981.

## Participaciones en Copas del Mundo
| Mundial                        | Sede   | Resultado        | Partidos | Goles |
| ------------------------------ | ------ | ---------------- | -------- | ----- |
| Copa Mundial de Fútbol de 1990 | Italia | Octavos de final | 4        | 2     |

## Estadísticas
| Temporada | Club             | País    | Partidos | Goles |
| --------- | ---------------- | ------- | -------- | ----- |
| 1980/81   | Steaua București | Romania | 5        | 0     |
| 1981/82   | Steaua București | Romania | 28       | 5     |
| 1982/83   | Steaua București | Romania | 30       | 10    |
| 1983/84   | Steaua București | Romania | 32       | 8     |
| 1984/85   | Steaua București | Romania | 28       | 5     |
| 1985/86   | Steaua București | Romania | 31       | 3     |
| 1986/87   | Steaua București | Romania | 31       | 5     |
| 1987/88   | Steaua București | Romania | 24       | 10    |
| 1988/89   | Steaua București | Romania | 29       | 4     |
| 1989/90   | Steaua București | Romania | 25       | 19    |
| 1990/91   | Steaua București | Romania | 1        | 0     |
| 1990/91   | Real Burgos      | España  | 37       | 10    |
| 1991/92   | Real Burgos      | España  | 29       | 12    |
| 1992/93   | Real Burgos      | España  | 17       | 6     |